# Marco Cara
Marco Cara, auch Marchetto Cara (* um 1465 in Verona; † um 1525 in Mantua) war ein italienischer Komponist und Lautenvirtuose.

## Leben und Werk
Marco Cara stand von 1495 bis 1525 als Lautenvirtuose im Dienst der Familie Gonzaga in Mantua, die zu seiner Zeit Künstler aller Richtungen förderte.
Er schuf mehr als 100 homophone, einfache Liedsätze und war damit einer der Hauptvertreter dieser Frottola genannten Satzform. Daneben sind von ihm nur wenige Werke überliefert, die zumeist in Venedig bei Ottaviano Petrucci gedruckt wurden.
Cara verstarb vermutlich 1525, da seine Witwe 1526 erneut heiratete.